# Espacio Memoria y Derechos Humanos

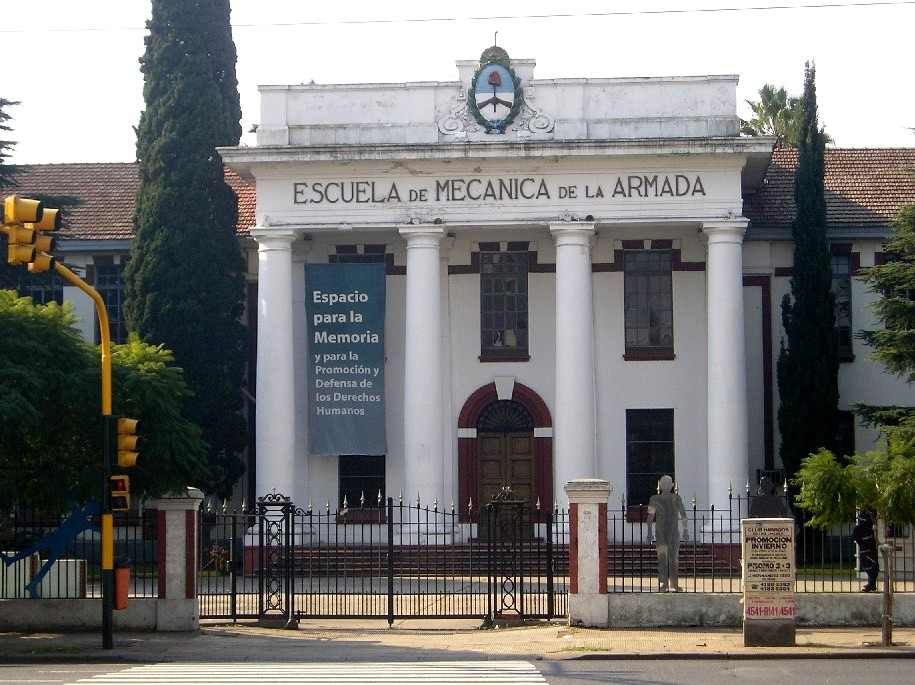
El «Espacio para la Memoria» funciona en el predio que anteriormente ocupaba el centro clandestino de detención de la ESMA (Escuela de Mecánica de la Armada).

El Espacio para la Memoria y para la Promoción y Defensa de los Derechos Humanos es el nombre con el que se conoce desde 2004 al predio de la Ciudad de Buenos Aires donde funcionó hasta 1998 la Escuela de Mecánica de la Armada, utilizado como uno de los principales centros clandestinos de detención por la última dictadura cívico-militar que gobernó la Argentina entre 1976 y 1983.
En el Espacio se realizan actividades con el objetivo de homenajear a la víctimas del terrorismo de Estado, preservar la memoria, promover y defender los derechos humanos. Se realizan diversas actividades culturales y se producen contenidos con ese fin.
El espacio es considerado prueba material en los juicios a los militares de la llamada Megacausa ESMA.

## Visitas
Se ofrecen visitas guiadas del predio, se estima que más de 200 mil personas visitan cada año el Espacio de la Memoria y participan de las diferentes actividades que allí se realizan.

## Historia de la Ex ESMA
El predio de 17 hectáreas, donde hoy funciona el espacio de la Memoria y Derechos Humanos, fue cedido por el Consejo Deliberante de la ciudad de Buenos Aires al Ministerio de la Marina en el año 1924, para que fuera utilizado como centro de instrucción militar.
La ESMA fue fundada ese mismo año, durante la presidencia de Marcelo Torcuato de Alvear. Allí los estudiantes ingresaban a carreras como Electrónica, Aeronáutica, Mecánica Naval, Operación Técnica de Radio, Meteorología, Oceanografía. Los alumnos se recibían de técnicos, con opción a seguir luego la carrera militar o ejercer su profesión en cualquier otro ámbito.
A partir del golpe cívico militar de 1976, en la ESMA funcionó uno de los centros clandestino de detención,tortura y exterminio más grande de la última dictadura. Sin perder su funcionamiento como escuela. Una de las particularidades de este centro fue el funcionamiento de una sala clandestina de maternidad, donde nacieron al menos 34 bebés de detenidas-desaparecidas. La mayoría fueron posteriormente apropiados.
Con la recuperación de la democracia y luego del Juicio a las Juntas, el movimiento de derechos humanos debió luchar contra las políticas de impunidad. En el caso del predio de la ESMA, en 1998 se intentó construir aquí un monumento para la reconciliación nacional. Esa acción fue impedida por un amparo judicial interpuesto por familiares de desaparecidos.
La justicia federal entendió, entonces, a la ESMA como un testimonio de verdad y una prueba judicial sobre el horroroso y vergonzante pasado de la Argentina. Esa perspectiva fue consolidada con el convenio firmado, en 2004, entre los gobiernos de la Nación y de la Ciudad de Buenos Aires para la creación del Espacio de la Memoria.

## Creación del Espacio
El 24 de marzo de 2004, el entonces presidente Néstor Kirchner anunció la creación del Espacio para la Memoria y para la Promoción y Defensa de los Derechos Humanos, que se hizo efectiva una vez desocupadas las instalaciones por parte de la Armada, el 20 de noviembre de 2007. El espacio es administrado por un ente público del mismo nombre integrado por el gobierno nacional, el Gobierno de la Ciudad de Buenos Aires y organismos de Derechos Humanos.

## Directorio

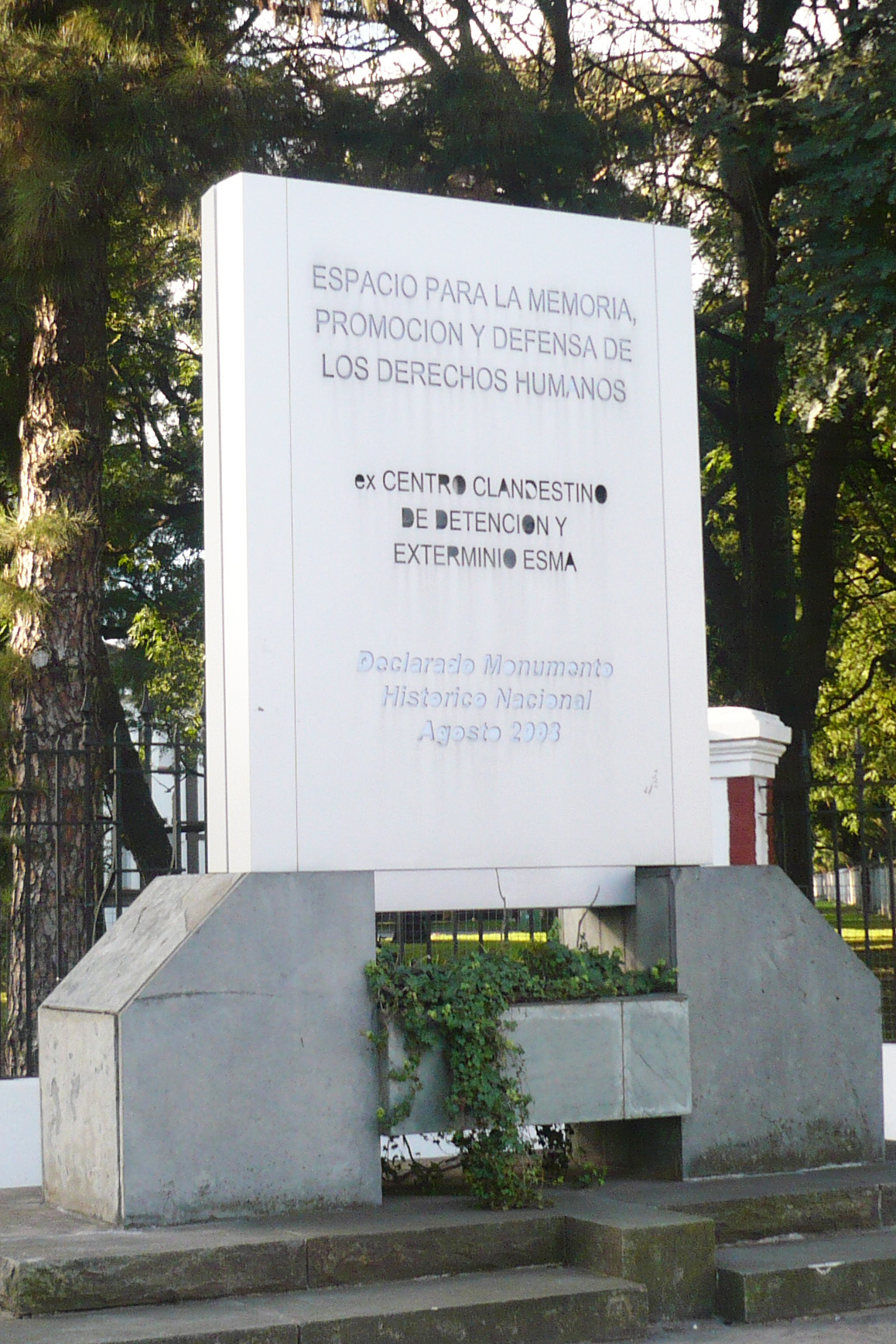
El centro de detención y exterminio de la dictadura cívico-militar fue declarado Monumento Histórico Nacional.

El directorio de los organismos está integrado por Madres de Plaza de Mayo, Abuelas de Plaza de Mayo, HIJOS, Asamblea Permanente por los Derechos Humanos, Asociación Buena Memoria, Centro de Estudios Legales y Sociales, Familiares de Desaparecidos y Detenidos por Razones Políticas, la Fundación Memoria Histórica y Social, Herman@s de Desaparecidos por la Verdad y Justicia, Liga Argentina por los Derechos del Hombre, Madres de Plaza de Mayo Línea Fundadora, el Movimiento Ecuménico por los Derechos Humanos y el Servicio Paz y Justicia.

## Dos centros culturales
En el Espacio Memoria y Derechos Humanos funcionan dos centros culturales:
- El Centro Cultural de la Memoria Haroldo Conti, dependiente de la Secretaría de Derechos Humanos de la Nación. Este centro fue inaugurado el 31 de mayo de 2008 con la participación del secretario Eduardo Luis Duhalde (1939-2012). Desde ese día su director es el activista de los derechos humanos y periodista Eduardo Jozami (1939-).[12][13] Actualmente está en proceso de cierre.[14]
- El Espacio Cultural Nuestros Hijos (ECUNHI), a cargo de las Madres de Plaza de Mayo.[15]

## Instalación artística en recuerdo de Rodolfo Walsh
En 2012, al cumplirse 35 años del secuestro, asesinato y desaparición de Rodolfo Walsh, se inauguró la instalación artística "Carta Abierta a la Junta Militar”, a partir de una idea de León Ferrari. La obra, que quedó montada en el “Bosque de Eucaliptos”, frente al Casino de Oficiales de la ex ESMA, consiste en una instalación de catorce paneles de vidrio con la transcripción completa de la Carta Abierta de Walsh.

## Espacio de la Memoria en la actualidad
En este espacio conviven distintas instituciones públicas, organismos de derechos humanos y asociaciones de la sociedad civil, de nivel local, regional e internacional.

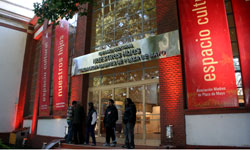
Espacio cultural nuestro hijos

- Ente Público Espacio para la Memoria y la Promoción y Defensa de los Derechos Humanos.[17]
- Museo Sitio de Memoria ESMA.[18]
- Casa por la Identidad/ Abuelas Plaza de Mayo[19]
- Espacio cultural Nuestros Hijos/ Asociación Madres de Plaza de Mayo.[20]
- Casa de Nuestros Hijos/ Madres de Plaza de Mayo, línea fundadora.[21]
- Casa de la Militancia/ HIJOS.[22]
- Edificio 30.000 compañeros presentes/ Familiares de desaparecidos por razones políticas.[23]
- Equipo Argentino de Antropología Forense.[24]
- Memoria Abierta.[25]
- Secretaria de Derechos Humanos de la Nación.[26]
- Museo malvinasArchivo Nacional de la Memoria.[27]

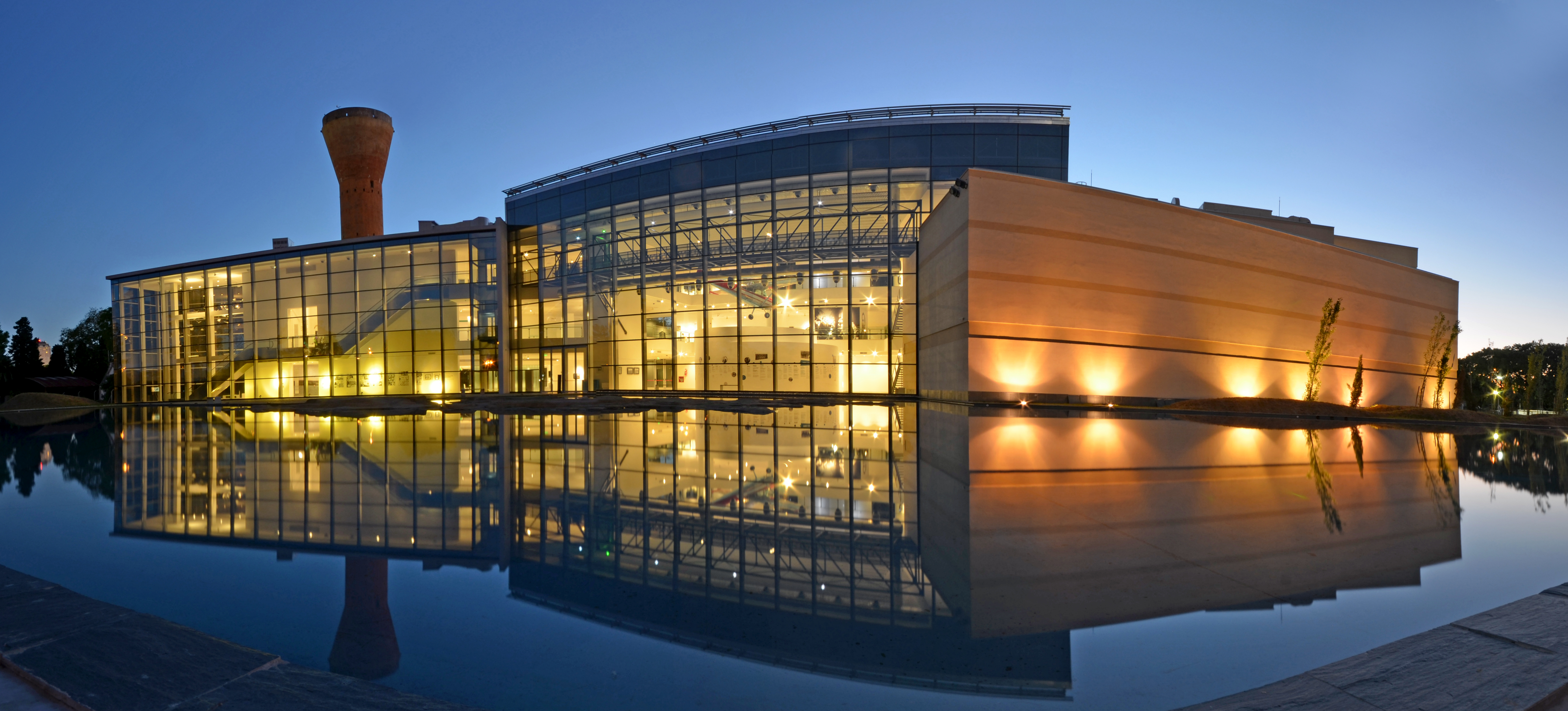
Museo malvinas

- Centro Cultural de la Memora Haroldo Conti.[28]
- Museo Malvinas e Islas del Atlántico Sur.[29]
- Instituto de Políticas Públicas  en Derechos Humanos del Mercosur.[30]
- Contenidos Públicos Sociedad del Estado.[31]
- Educ.ar Sociedad del Estado
- Instituto Nacional contra la Discriminación, la Xenofobia y el Racismo